# 矢口浄水場
矢口浄水場（やぐちじょうすいじょう、英称 Yaguchi Purification Plant）は、東京都大田区にあった東京都水道局の浄水場である。

## 概要
矢口水道株式会社の浄水場として1930年（昭和5年）10月に竣工した浄水場。
原水は多摩川の伏流水を取水して砂ろ過のうえ、ろ過水は大田区の一部に送水していた。

## 沿革
- 1929年3月7日 - 事業認可。
- 1929年9月2日 - 工事着手。
- 1930年10月 - 工事竣工。
- 1930年11月21日 - 通水。
- 1937年3月1日 - 東京市買収。
- 1960年2月13日 - 送水中止（当分廃止）。
- 1961年2月 - 公用廃止。

## 特徴
集水埋渠
口径909mm、総深6,899mmの有孔鉄筋コンクリート集水埋渠1本を71,516m延長したものを用いている。
取水ポンプ
集水埋渠から原水を汲み上げるために最大揚水量1.5-1.6 m3/min、揚程11-12m、電動機出力5.6 kW（7.5馬力）の電直横軸渦巻ポンプ2台を用いている。ポンプは酉島製作所及び荏原製作所が製造、電動機は明電舎及び芝浦製作所が製造した。
ろ過池
総面積720m2、水深1,270mm、標準昼夜ろ速5.848mで3池あった。
配水池
総容量240m3、有効容量228.5m3、総水深5.576m、有効水深4.350mで1池あった。
高架水槽
総容量111.36m3、有効容量110.00m3、総水深6.934m、有効水深6.325m、総高24.534mで1基あった。
配水ポンプ
揚水量1.5-1.7 m3/min、揚程38-42.7m、電動機出力18.6 kW（25馬力）の電直横軸2段渦巻ポンプ1台及び電直横軸2段タービンポンプ2台を用いている。ポンプは酉島製作所及び荏原製作所が製造、電動機は明電舎が製造した。
塩素滅菌機
滅菌室に設置され、湿式壁掛真空式で最大注入能力0.3kg/hの塩素滅菌機を2台用いた。

## アクセス方法
- 鉄道
  - 東急多摩川線武蔵新田駅下車。徒歩10分。
  - 東急多摩川線矢口渡駅下車。徒歩10分。

座標: 北緯35度33分35.1秒 東経139度41分22.1秒 / 北緯35.559750度 東経139.689472度